# 毕郭镇
毕郭镇，是中华人民共和国山東省烟台市招远市下辖的一个乡镇级行政单位。

## 行政区划
毕郭镇下辖以下地区：
毕郭一村、毕郭二村、毕郭三村、河西村、毕郭吴家村、南崔家村、炮手庄村、大曲庄村、陈家庄村、朱家庄村、西城子村、东城子村、东寨里村、东杨格庄村、西杨格庄村、小许家村、张家村、姜家村、程家洼村、刘家村、富裕庄村、河南村、方家村、沙沟村、大霞坞村、西霞坞村、张家庄村、交界洼村、西沟子村、岭上村、官地村、西庄村、埠上村、东万福庄村、西万福庄村、崤山后村、犁儿埠村、黑都坡村、官地洼村、东秦家村、西秦家村、庙子夼村、滕家村和南泊子村。

## 人口
2010年中国第六次人口普查时，毕郭镇共有人口30845人。共有家庭12574户，平均每户2.38人。14岁以下的少年儿童共3383人，占总人口10.96%；15-64岁人口共22432人，占总人口72.72%；65岁及以上的老年人共5030人，占总人口的16.30%。男性共计15481人，占总人口50.18%；女性共计15364，占总人口49.81%。本地居住的人口中，拥有本地户籍的人口为29462人，占95.51%。